# Muziekmuseum (Beeskow)
Het Muziekmuseum (Duits: Musikmuseum) is een muziekinstrumentenmuseum dat zich sinds 2013 bevindt in Beeskow, aan de Poolse grens in Brandenburg. Ervoor was het gevestigd in Monschau in de Eifel nabij België.

## Collectie
Het beheert een collectie van rond 200 stukken. Een deel bestaat uit automatische muziekinstrumenten vanaf de 18e eeuw. Zoals een Cupid, dat bekend staat als de kleinste automatische piano ter wereld. Dit instrument werd met de inworp van een munt aangezet en kan als de voorloper worden gezien van de eveneens gedateerde jukebox. In de collectie bevinden zich verder automatische piano's van gangbare grootte, een automatische viool, een trompetorgel en andere typen draaiorgels, orchestrions, speelklokken, en andere instrumenten. Het pronkstuk van het museum is een Jazz-Sinfonie-Orchestrion van de firma Hupfeld uit Leipzig.
In een concertzaal kunnen automatische instrumenten muziek uit circa 1900 opvoeren van componisten als Maurice Ravel, Edvard Grieg, Johann Strauss en George Gershwin.
Daarnaast gaat het in op de ontwikkeling van muziekopnames op wasrollen en later op grammofoonplaten die gemaakt werden van schellak en later vinyl. Het museum beschikt over 1600 oude geluidsdragers.

## Geschiedenis
Het werd geopend in Monschau in de Duitse Eifel waar het tot 2013 was gevestigd aan de Erlenweg 2. Hier had het 700 m² oppervlakte tot zijn beschikking. Daarna verhuisde het naar de andere kant van Duitsland, naar Beeskow. Hier was het gevestigd aan de Bodelschwinghstraße 35 met een museumoppervlakte van 350 m². Het museum wordt opnieuw verhuisd. Begin 2017 vindt een renovatie plaats in de burcht van Beeskow aan de Frankfurter Straße 23. Naar planning zal het museum hier aan het eind van 2017 worden heropend voor het publiek.